# Mandaria caeca
Mandaria caeca is een hooiwagen uit de familie Assamiidae.